# Chirinuruwowaka
Chirinuruwowaka (チリヌルヲワカ), também chamado de Wowaka (ヲワカ), é uma banda japonesa de pop-rock formada em 2005 por Yumi Nakashima, vocalista e guitarrista da banda Go!Go!7188. O nome da banda contem parte das letras da ordem clássica do alfabeto japonês iroha.

## Membros
- Yumi Nakashima
- Eikichi Iwai

Ex membros
- Haruhito Miyashita
- Natsuki Sakamoto
- Kosaku Abe

## Discografia

### Álbuns
| Título   | Japonês | Lançamento             |
| -------- | ------- | ---------------------- |
| Iroha    | イロハ  | 28 de setembro de 2005 |
| Shiroana | 白穴    | 20 de abril de 2011    |

### Singles
| Título     | Japonês        | Lançamento            |
| ---------- | -------------- | --------------------- |
| Shingetsu  | 新月           | 15 de maio de 2006    |
| White Hole | ホワイトホール | 12 de janeiro de 2011 |

### DVD
- Wowaka TV (2006)